# دارماشاسترا

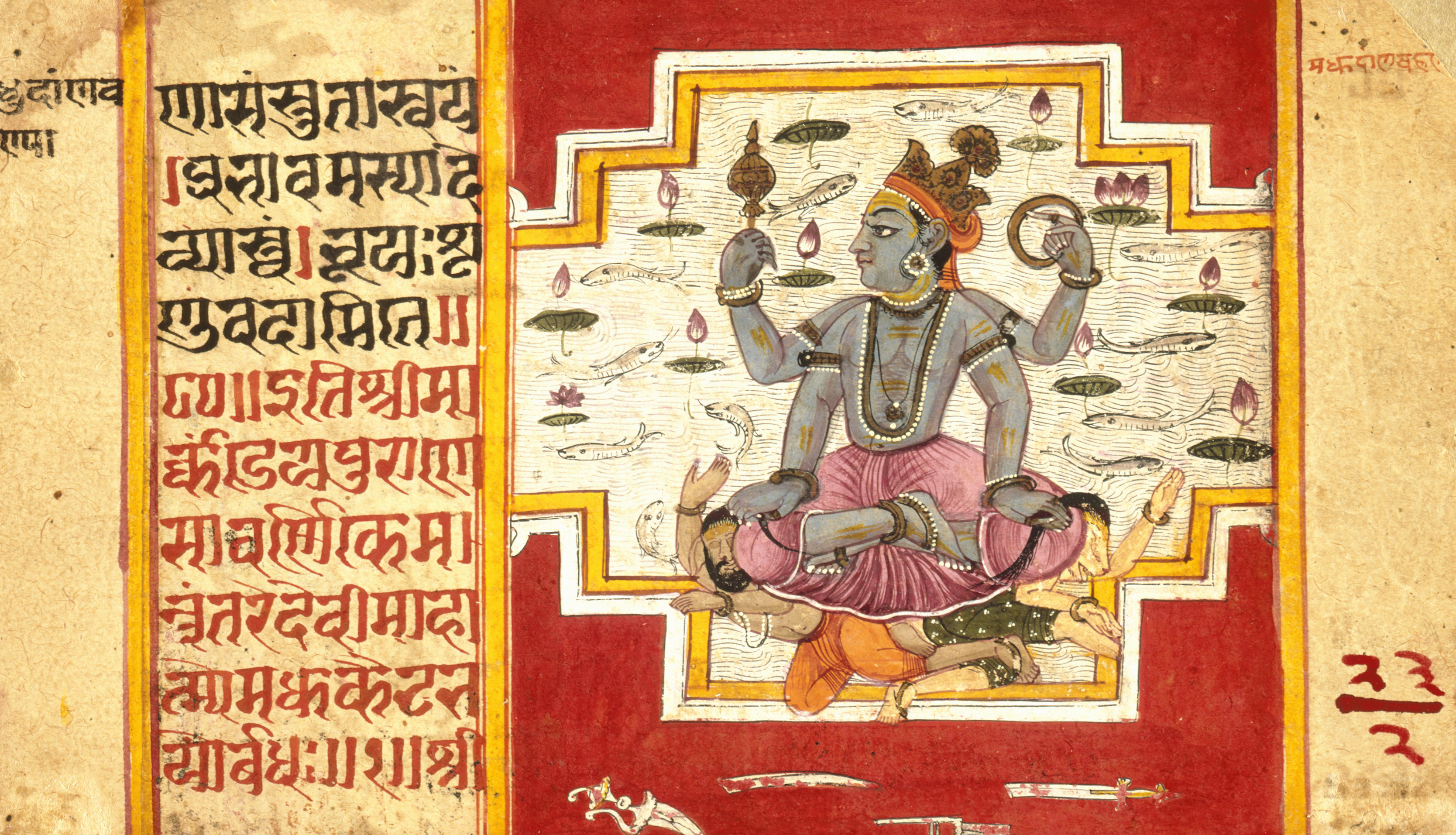

دارماشاسترا هو نوع من النصوص اللاهوتية السنسكريتية، والقواعد والأطروحات الهندوسية الموجودة في فلسفة دارما والتي تشير إلى معاهدات تشريعية تسن القوانين والسلوكيات في الهند. تتوفر في البلاد العديد من نصوص دارماشاسترا المتفاوتة والمتناقضة. حيث يستند كل منها على العديد من الإصدارات المختلفة والمتجذرة في نصوص دارماشاسترا المؤرخة في الألفية الأولى قبل الميلاد التي نشأت من دراسات كالبا في الفترة الفيدية التاريخية للكتب الهندوسية المقدسة.
تتألف مجموعة نصوص دارماشاسترا من آيات شعرية تعد جزءا من مجموعة النصوص الهندوسية المسماة سمريتي، والتي تتضمن أراء متباينة وكيفية التعامل مع الواجبات والمسؤوليات والأخلاق النفسية والأسرية والمجتمعية. تتضمن النصوص مناقشة أشرما (مراحل الحياة)، وفارنا (الطبقات الاجتماعية)، والبوروشارتا (الأهداف الصحيحة للحياة)، والفضائل والواجبات الشخصية مثل أهيمسا (اللاعنف) ضد جميع الكائنات الحية، وقواعد الحرب العادلة، وغيرها من المواضيع.
أصبحت دارماشاسترا مؤثرة في تاريخ الهند الاستعماري الحديث، عندما تمت صياغتها من قبل الاستعماريين البريطانيين الأوائل ليكون قانونًا لجميع الديانات الأخرى غير المسلمة في جنوب آسيا (مثل الهندوس والجاين والبوذيين والسيخ)، بعد الشريعة، تم قبول الفتاوى في الإمبراطورية المغولية، التي أسسها الإمبراطور أورنكزيب عالم كير، كقانون للمسلمين في الهند الاستعمارية.

## معلومات
1. ↑  صرح عالم الدراسات الهندية واللغة السنسكريتية باندورانغ فامان كاني أن أكثر من 100 نص مختلف من نصوص دارماشاسترا كانت معروفة في الهند خلال العصور الوسطى، لكن ضاع معظمها واستدل وجود الباقي من الاقتباسات والاستشهادات بهاشيا التي نجت.[2]